# Ceropegia africana
Ceropegia africana är en oleanderväxtart. Ceropegia africana ingår i släktet Ceropegia och familjen oleanderväxter.

## Underarter
Arten delas in i följande underarter:
- C. a. africana
- C. a. barklyi